# Arcidiocesi di Chapecó
L'arcidiocesi di Chapecó (in latino Archidioecesis Xapecoënsis) è una sede metropolitana della Chiesa cattolica in Brasile. Nel 2023 contava 609 600 battezzati su 835 000 abitanti. È retta dall'arcivescovo Odelir José Magri, M.C.C.I.

## Territorio
L'arcidiocesi comprende 80 comuni nella parte occidentale dello stato brasiliano di Santa Catarina: Abelardo Luz, Águas de Chapecó, Águas Frias, Anchieta, Arvoredo, Bandeirante, Barra Bonita, Belmonte, Bom Jesus, Bom Jesus do Oeste, Caibi, Campo Erê, Caxambu do Sul, Chapecó, Cordilheira Alta, Coronel Freitas, Coronel Martins, Cunha Porã, Cunhataí, Descanso, Dionísio Cerqueira, Entre Rios, Faxinal dos Guedes, Flor do Sertão, Formosa do Sul, Galvão, Guaraciaba, Guarujá do Sul, Guatambú, Iporã do Oeste, Ipuaçu, Ipumirim, Iraceminha, Irati, Itá, Itapiranga, Jardinópolis, Jupiá, Lajeado Grande, Maravilha, Marema, Modelo, Mondaí, Nova Erechim, Nova Itaberaba, Novo Horizonte, Ouro Verde, Paial, Palma Sola, Palmitos, Paraíso, Pinhalzinho, Planalto Alegre, Princesa, Quilombo, Riqueza, Romelândia, Saltinho, Santa Helena, Santa Terezinha do Progresso, Santiago do Sul, São Bernardino, São Carlos, São Domingos, São João do Oeste, São José do Cedro, São Lourenço do Oeste, São Miguel da Boa Vista, São Miguel do Oeste, Saudades, Seara, Serra Alta, Sul Brasil, Tigrinhos, Tunápolis, União do Oeste, Vargeão, Xanxerê, Xavantina, Xaxim.
Sede arcivescovile è la città di Chapecó, dove si trova la cattedrale di Sant'Antonio di Padova.
Il territorio si estende su una superficie di 15663 km² ed è suddiviso in 47 parrocchie, raggruppate in 9 regioni pastorali: São Miguel do Oeste, Itapiranga, Campo Erê, Chapecó, Seara, Palmitos, Xanxerê, Quilombo, Pinhalzinho.

### Provincia ecclesiastica
La provincia ecclesiastica di Chapecó, istituita nel 2024, comprende come suffraganee tre diocesi dello stato di Santa Catarina, e precisamente:
- diocesi di Caçador,
- diocesi di Joaçaba,
- diocesi di Lages.

## Storia
La diocesi di Chapecó fu eretta il 14 gennaio 1958 con la bolla Quoniam venerabilis di papa Pio XII, ricavandone il territorio dalla diocesi di Lages e dalla prelatura territoriale di Palmas (oggi diocesi di Palmas-Francisco Beltrão).
Il 12 giugno 1975 cedette una porzione del suo territorio a vantaggio dell'erezione della diocesi di Joaçaba.
Originariamente suffraganea dell'arcidiocesi di Florianópolis, il 5 novembre 2024 è stata elevata al rango di sede metropolitana.

## Cronotassi dei vescovi
Si omettono i periodi di sede vacante non superiori ai 2 anni o non storicamente accertati.
- José Thurler † (12 febbraio 1959 - 22 marzo 1962 dimesso[1])
- Wilson Laus Schmidt † (18 maggio 1962 - 22 gennaio 1968 dimesso[2])
- José Gomes † (16 luglio 1968 - 28 ottobre 1998 ritirato)
- Manoel João Francisco (28 ottobre 1998 - 26 marzo 2014 nominato vescovo di Cornélio Procópio)
- Odelir José Magri, M.C.C.I., dal 3 dicembre 2014

## Statistiche
La diocesi nel 2023 su una popolazione di 835 000 persone contava 609 600 battezzati, corrispondenti al 73,0% del totale.
| anno | popolazione | popolazione | popolazione | presbiteri | presbiteri | presbiteri | presbiteri                | diaconi | religiosi | religiosi | parrocchie |
| anno | battezzati  | totale      | %           | numero     | secolari   | regolari   | battezzati per presbitero | diaconi | uomini    | donne     | parrocchie |
| ---- | ----------- | ----------- | ----------- | ---------- | ---------- | ---------- | ------------------------- | ------- | --------- | --------- | ---------- |
| 1959 | 230 000     | 260 000     | 88,5        | 52         | 9          | 43         | 4 423                     |         | 43        | 126       | 25         |
| 1966 | 364 073     | 402 794     | 90,4        | 77         | 21         | 56         | 4 728                     |         | 101       | 321       | 30         |
| 1967 | ?           | 430 600     | ?           | 83         | 25         | 58         | ?                         |         | 58        | 329       | 32         |
| 1974 | 534 060     | 593 430     | 90,0        | 80         | 29         | 51         | 6 675                     |         | 90        | 180       | 37         |
| 1979 | 571 561     | 613 561     | 93,2        | 82         | 29         | 53         | 6 970                     | 2       | 80        | 215       | 41         |
| 1999 | 501 609     | 742 646     | 67,5        | 78         | 47         | 31         | 6 430                     | 1       | 48        | 163       | 40         |
| 2000 | 630 000     | 730 000     | 86,3        | 72         | 44         | 28         | 8 750                     | 1       | 51        | 136       | 40         |
| 2001 | 590 000     | 692 014     | 85,3        | 74         | 44         | 30         | 7 972                     |         | 63        | 145       | 40         |
| 2002 | 500 000     | 700 000     | 71,4        | 68         | 39         | 29         | 7 352                     |         | 58        | 117       | 40         |
| 2003 | 500 000     | 698 423     | 71,6        | 73         | 40         | 33         | 6 849                     |         | 74        | 135       | 40         |
| 2004 | 500 000     | 698 423     | 71,6        | 78         | 42         | 36         | 6 410                     |         | 98        | 156       | 46         |
| 2006 | 593 000     | 715 000     | 82,9        | 84         | 48         | 36         | 7 059                     |         | 64        | 161       | 40         |
| 2013 | 635 000     | 772 000     | 82,3        | 85         | 52         | 33         | 7 470                     |         | 61        | 162       | 40         |
| 2016 | 652 000     | 800 839     | 81,4        | 77         | 52         | 25         | 8 467                     |         | 46        | 105       | 40         |
| 2019 | 597 876     | 755 554     | 79,1        | 80         | 54         | 26         | 7 473                     |         | 44        | 90        | 40         |
| 2021 | 601 829     | 824 320     | 73,0        | 77         | 51         | 26         | 7 815                     |         | 44        | 70        | 46         |
| 2023 | 609 600     | 835 000     | 73,0        | 85         | 59         | 26         | 7 171                     |         | 44        | 72        | 47         |